# Kieler Umschlag

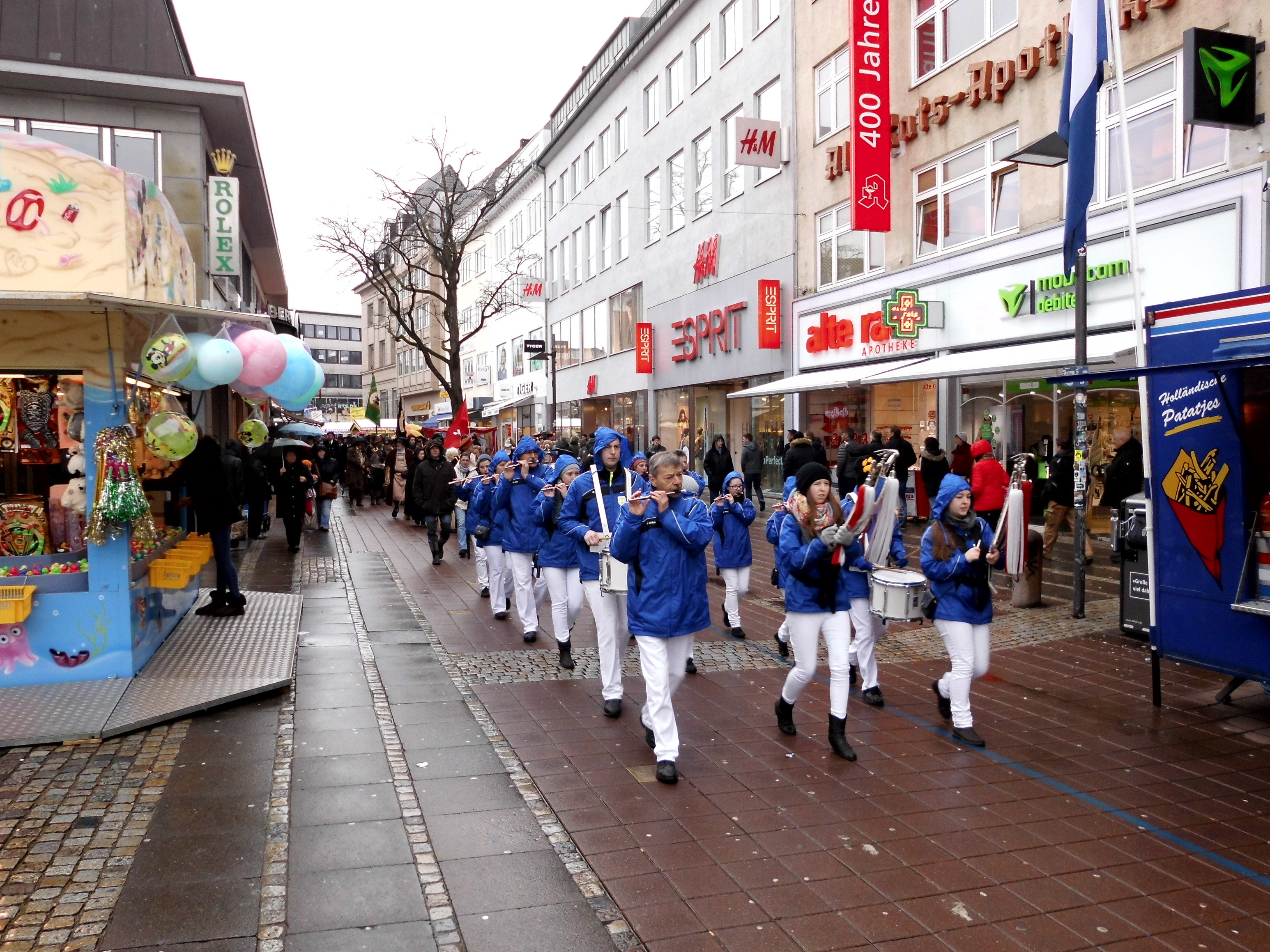
Procesión por las calles durante la Kieler Umschlag

Kieler Umschlag (tdl. ‘Feria de comercio de Kiel’) es una importante fiesta popular (Volksfest) de Kiel, capital del estado federado de Schleswig-Holstein, Alemania.

## Contexto histórico
Se basa en una antigua feria, de más de medio milenio de antigüedad, que se remonta al mercado libre medieval (mittelalterlichen Freimarkt), que tenía lugar anualmente desde 1431. En su primera etapa, se llevaba a cabo en noviembre (la semana posterior a San Martín), y a partir de 1473 en enero. El evento aparece en fuentes documentales desde 1469.
La Kieler Umschlag se inaugura todos los años con el izado de la bandera de la ciudad en la torre de la iglesia de San Nicolás (Nikolaikirche). En la Edad Media, esta bandera constaba de un blasón de hierro pintado de rojo, que llevaba el escudo de armas de la ciudad. Dicha bandera, referida hasta el día de hoy como Bürgermeester sin Büx («los 'pantacas' del alcalde» en bajo alemán) era históricamente símbolo del libre mercado.
La feria se convirtió rápidamente en una de las instituciones más destacadas de la época de todo el país. En Kiel, entonces una ciudad muy importante de los ducados de Schleswig y Holstein, tanto aristócratas (los terratenientes) como comerciantes y sus abogados, venidos de toda la región hanseática, y principalmente de Hamburgo y Lübeck, se reunían en esta única cita anual para concluir todas las transacciones financieras vencidas; se saldaban las deudas y se obtenían nuevos préstamos. Las negociaciones se desarrollaban en el Mercado viejo (Alter Markt, el antiguo mercado de la ciudad), en las salas públicas del ayuntamiento y en la propia iglesia.
Más allá de los negocios, una gran oferta de eventos de entretenimiento y de la vida nocturna atraían a la gente a la ciudad durante y alrededor de los días de la feria. Muchos malabaristas, equilibristas, actores y comediantes ganaban gran parte de sus ingresos anuales en la feria de Kiel. También los caricaturistas eran muy solicitados, ya que en el caso de aquellos que no pudieron saldar sus deudas, los acreedores estaban en su derecho a encargar las llamadas Schandgemälde («pinturas de la vergüenza»), que eran viñetas ridiculizantes de los deudores que se repartían entre el público y constituían una gran fuente de diversión.
En el siglo xvi, la feria de Kiel había alcanzado su apogeo, también a nivel internacional. Es a partir del siglo xvii cuando esta tendentica empezaría a disminuirse gradualmente, hasta el punto de no celebrarse la feria en 1911. Desde 1975, la Kieler Umschlag se celebra como un festival folclórico todos los años el último fin de semana de febrero, tanto en la céntrica calle Holstenstrasse como en el Mercado Viejo.

## Actualidad

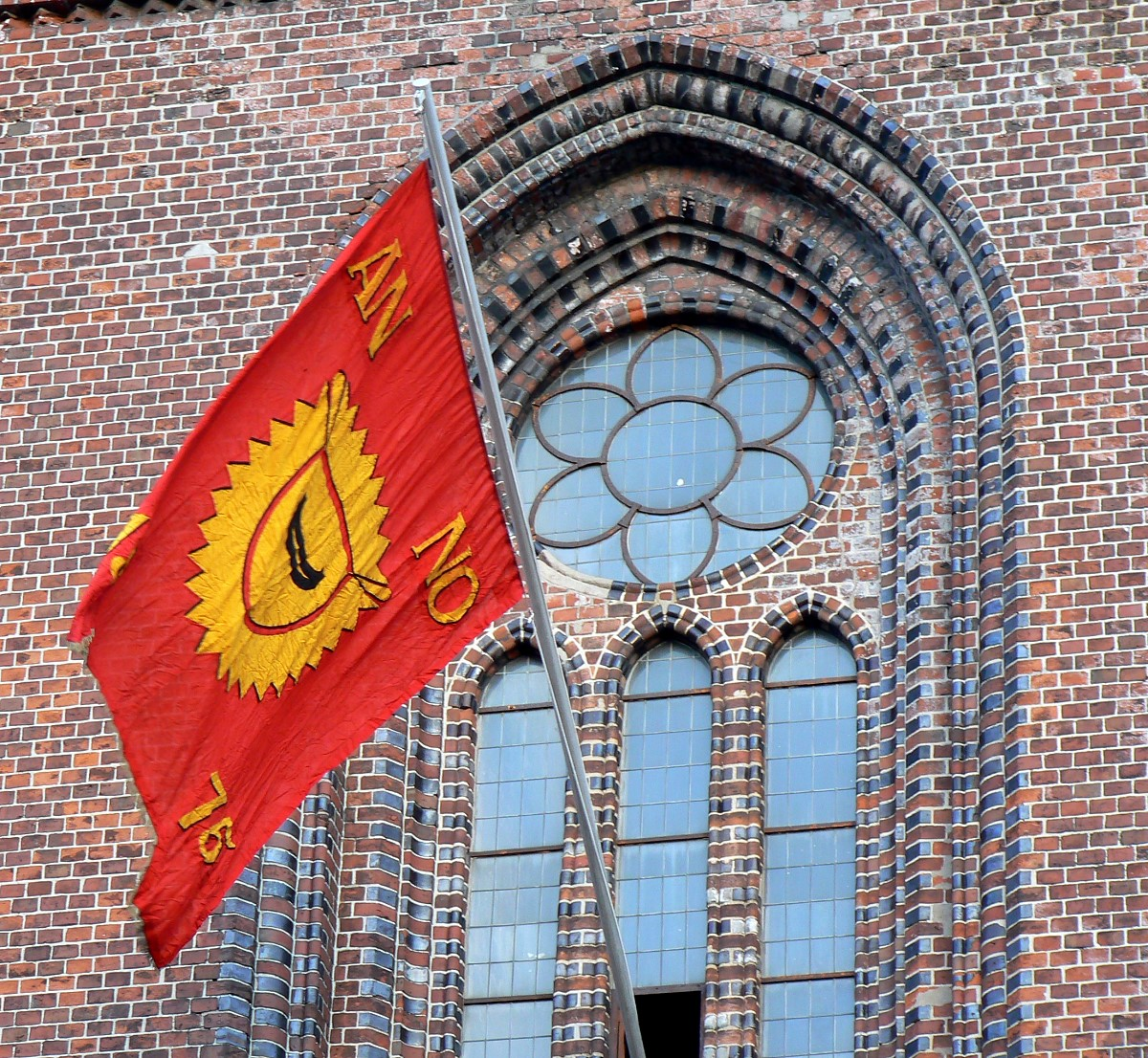
La bandera de la ciudad izada en la torre de la iglesia de San Nicolás

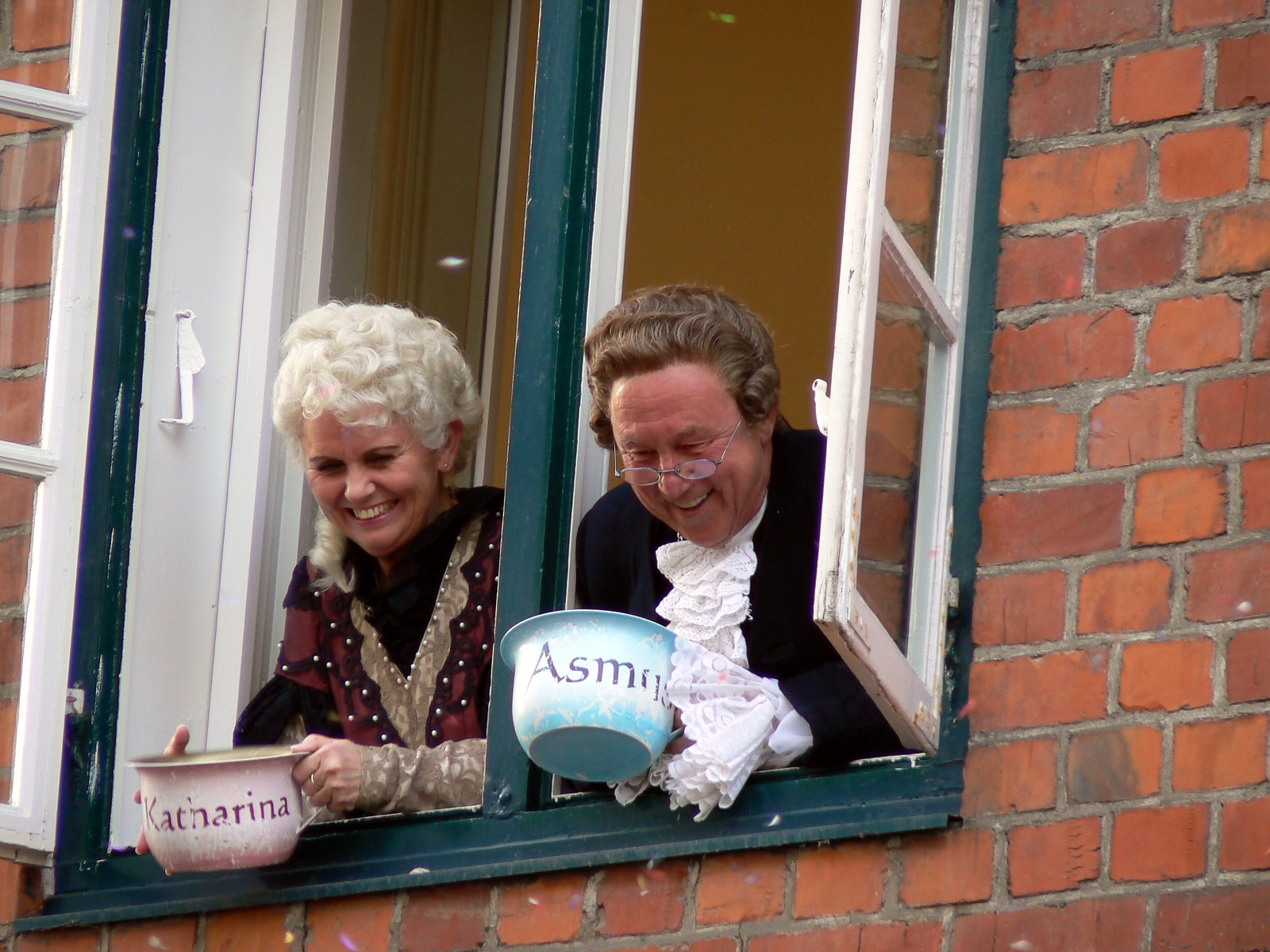
El exalcalde y su mujer, orinales en mano

El 31 de enero de 1975, se dio a conocer por primera vez la versión moderna de Kieler Umschlag como contraparte invernal de la Kieler Woche (Semana de kiel), con el fin de apoyar el desarrollo económico de la ciudad y promover su vida social, sobre todo a nivel local, con un colorido programa cultural y tradicional. El primer evento fue todo un éxito, ocupando gran parte del recorrido entre la Holstenplatz y el Mercado Viejo, con una amplia oferta de actuaciones, puestos de venta y eventos musicales que atrajeron a un gran número de visitantes.
La fiesta de Kiel sigue un tradicional ritual todos los años. El jueves anterior al último fin de semana de febrero, una colorida multitud se reúne frente al museo de la ciudad (Warleberger Hof) en la Dänische Strasse con el objetivo de despertar a la figura simbólica del festival, el exalcalde Asmus Bremer, y a su esposa Katharina, con cacerolas, música y demás elementos ruidosos. Dicha concentración se lleva a cabo por actores voluntarios y culmina con la presentación de los orinales de los protagonistas como señal de que se han despertado. Paso seguido, la bandera de la ciudad (Asmus Büx), relacionada con el exalcalde, se iza en la torre de la iglesia de San Nicolás en el Mercado Viejo, oficialmente dando comienzo a la fiesta. El exalcalde, su esposa y su séquito pasean por la ciudad durante la duración de la fiesta, y cuatro días después, en domingo, la pareja retorna a su casa a «dormir», para ser «despertados» nuevamente el año siguiente.
Las plazas principales de la feria son el paseo peatonal y la Plaza del Ayuntamiento (Rathausplatz), donde se encuentran muchos de los puestos de comida, el mercado medieval (en el Mercado Viejo), la carpa de los artesanos y la carpa Laboer, donde se ofrecen platos marinos y especialidades del báltico occidental. Todo acompañado por música folclórica y salomas interpretadas por coros locales.
Uno de los eventos más esperados de la fiesta es la Umschlagshochzeit (la boda de Umschlag), en la que se casan parejas de la ciudad que reservan su fecha de matrimonio para este día concreto. La ceremonia, abierta al público, se lleva a cabo en a iglesia de San Nicolás y los festejos se celebran en las plazas.